# إلايجا (ميزوري)
إلايجا (بالإنجليزية: Elijah)‏ هي إحدى المجتمعات الفردية (غير مصنفة) في ولاية ميزوري في الولايات المتحدة الأمريكية.